# Joseph-Napoléon Francoeur
Pour les articles homonymes, voir Francoeur.
Joseph-Napoléon Francoeur, né le 13 décembre 1880 à Cap-Saint-Ignace et mort le 25 juillet 1965 à Québec, est un homme politique et un avocat québécois.

## Biographie

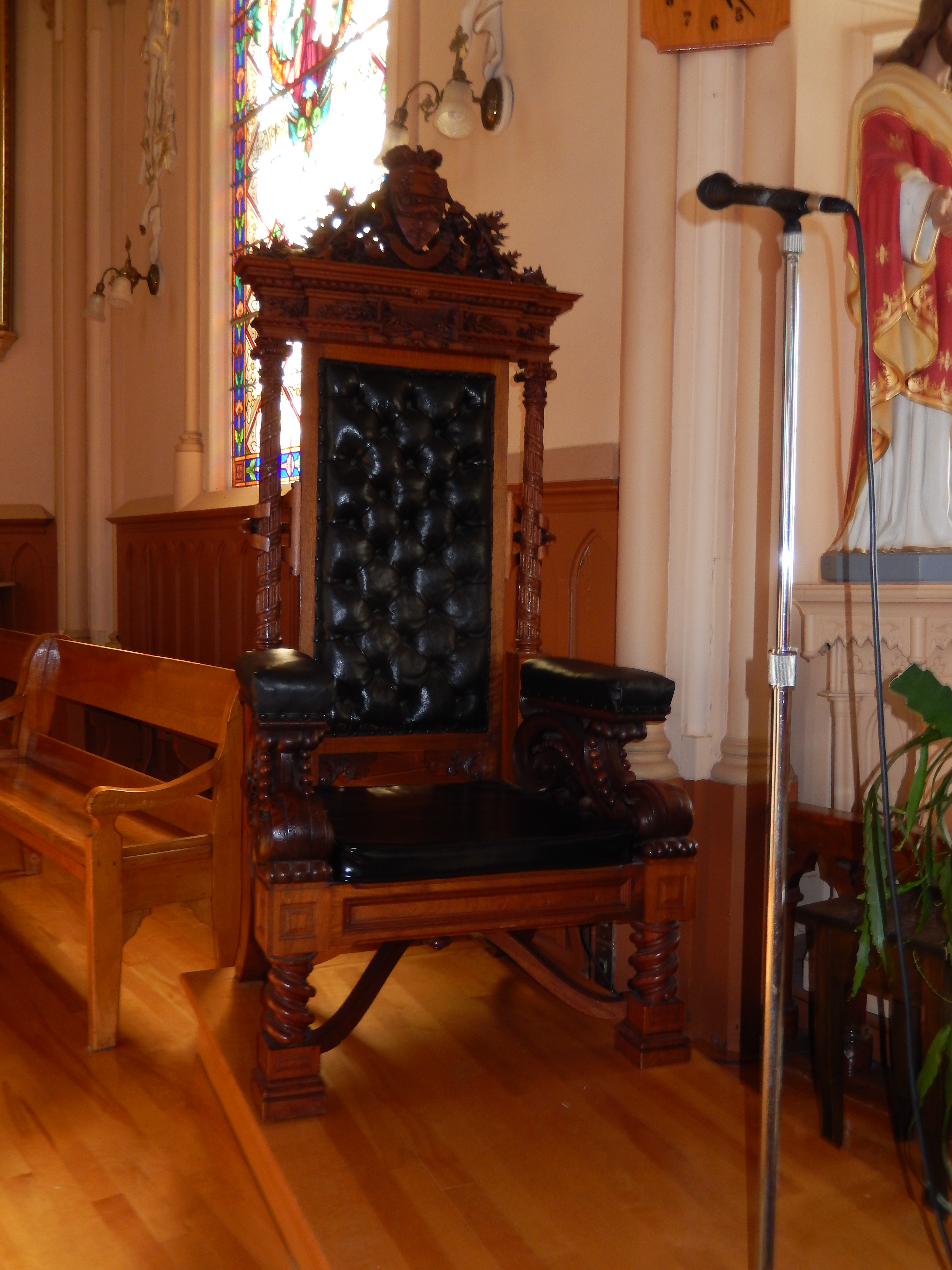
Chaise d'orateur de l'Assemblée législative de Joseph-Napoléon Francoeur dans l'église Sainte-Emmélie.

Originaire d'une famille d'agriculteurs, il étudie le droit à l'Université Laval et est admis au barreau du Québec en 1904.
Il a notamment été député libéral de Lotbinière à l'Assemblée législative du Québec de 1908 à 1936 et orateur de l'Assemblée législative de 1919 à 1928. Dans le gouvernement de Louis-Alexandre Taschereau, il a été ministre des Travaux publics de 1930 à 1936.
À la suite de la crise de la conscription de 1917, il propose une motion visant à rompre la confédération canadienne de 1867. Cette motion n'est jamais votée mais elle est retenue par les souverainistes comme un geste précurseur à leur mouvement politique.
En 1920, il est l'avocat de Marie-Anne Houde et de Télesphore Gagnon, dans le procès pour meurtre de Aurore Gagnon, qui horrifia la province de Québec. Le procès eut lieu du 13 au 21 avril 1920 à Québec. Ils furent tous les deux reconnus coupables de ce meurtre.
En 1937, il est élu député du Parti libéral du Canada dans la circonscription fédérale de Lotbinière. Il démissionne en 1940 pour accepter un poste de juge.
Il meurt à Québec en 1965 à l'âge de 84 ans et il est enterré à Leclercville.
Le fonds d'archives de Joseph-Napoléon Francoeur est conservé au centre d'archives de Montréal de Bibliothèque et Archives nationales du Québec.

## Citation
- « Que cette Chambre est d'avis que la province de Québec serait disposée à accepter la rupture du pacte fédératif de 1867 si, dans les autres provinces, on croit qu'elle est un obstacle à l'union, au progrès et au développement du Canada. » (17 janvier 1918)